# Ammothella schmitti
Ammothella schmitti är en havsspindelart som beskrevs av Child, C.A. 1970. Ammothella schmitti ingår i släktet Ammothella och familjen Ammotheidae. Inga underarter finns listade i Catalogue of Life.